# سد ياماساتو-أوهيكي
سد ياماساتو-أوهيكي (اليابانية: Yamagooike) هو سد ترابي يقع في محافظة ميه في اليابان. يستخدم السد للري. تبلغ مساحة مستجمعات المياه للسد 0.4 كيلومتر مربع، ويحتجز السد حوالي هكتار من الأرض عند امتلائه ويمكن تخزينه 130 ألف متر مكعب من المياه بدأ بناء السد واكتمل في عام 1963.